# ファルコ・バイスフロク
ファルコ・バイスフロク（Falko Weißpflog 1954年- ）は東ドイツの元スキージャンプ選手。FISの国際大会に1976年から1980年まで参戦した。
1976年3月5日に西ドイツ、オーベルストドルフのハイニ・クロッパーシャンツェで行われたスキーフライングでは174mの世界タイ記録をマークした。
1977年 - 1978年シーズンのジャンプ週間ではオーベルストドルフで14位、ガルミッシュ＝パルテンキルヒェンとインスブルックで4位、ビショフスホーフェンで5位と好成績をあげ、2月にフィンランドのラハティで行われた1978年ノルディックスキー世界選手権では個人ラージヒルで銅メダルを獲得した。
東ドイツ選手権 では1978年に90m級で優勝している。